# Primeira Visão

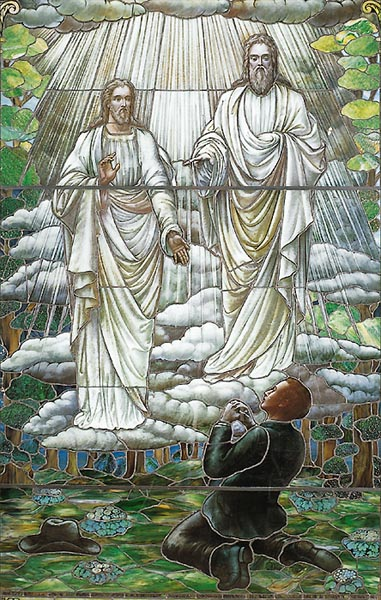
Vitral retratando a Primeira Visão de Joseph Smith Jr., terminado em 1913 por artista desconhecido (Museum of Church History and Art).

Primeira Visão é o nome dado pelos Santos dos Últimos Dias a uma narrativa de Joseph Smith Jr descrevendo um evento ocorrido em 1820 em um bosque perto de sua residência (agora chamado Bosque Sagrado) ao noroeste de Nova Iorque. Enquanto a Primeira Visão não foi bem conhecida por membros da Igreja no Século 19, ficou mais importante entre 1905–1912 quando foi incorporada em histórias da Igreja, panfletos missionários e manuais da Escola Dominical.

## Versão de 1832
A versão de 1832 é a primeira menção de uma visão do Senhor a Joseph Smith. Esta versão é a única escrita na mão de Joseph Smith e se encontra em Letterbook 1. Na versão de 1832, aos 15 ou 16 anos de idade, Joseph conta que seu motivo em ir ao bosque para orar foi pedir perdão dos pecados. Na narrativa, ele declara que sabia antes de sua visão que a igreja verdadeira de Cristo não se encontrava na Terra. Ele disse que aprendeu esta verdade por estudar as escrituras. Joseph viu uma personagem, o Senhor Jesus Cristo, que abriu os céus, desceu, e perdoou os pecados dele.

## Versão de 1835
Na versão de 1835, o motivo por Joseph ir ao bosque para orar foi descobrir qual igreja foi verdadeira. Aos 14 anos de idade, foi orar num bosque perto da casa dele. Ao orar, a língua dele parecia ficar inchada e ele não conseguia falar. Ele também ouviu um barulho atrás dele. Eventualmente, a língua dele foi libertada e conseguiu orar. Ele viu duas personagens e muitos anjos. Uma das personagens testificou que Jesus Cristo é o filho de Deus e comunicou que Joseph foi perdoado dos pecados.

## Versão de 1838 (Versão Oficial)
A versão oficial da Primeira Visão se encontra em Joseph Smith - História na Pérola de Grande Valor, uma das obras-padrão de A Igreja de Jesus Cristo dos Santos dos Últimos Dias. Esta versão foi ditada por Joseph Smith em 1838. Foi publicado pela primeira vez em Times and Seasons em 1842. De acordo com Joseph Smith Jr., ele estava em dúvida sobre qual religião seguir. Aos 14 anos de idade, depois de orar muito e estudar muito, ao ler na Bíblia a Epístola de Tiago, capítulo 1, versículo 5, tal escritura que o tocou muito, decidiu retirar-se para orar em um bosque, e foi relatado por Joseph a visão de Deus e Jesus Cristo, desta maneira:
"Mas usando todas as forças para aclamar a Deus que me livrasse do poder desse inimigo que me subjugara, no momento exato em que estava prestes a sucumbir ao desespero e abandonar-me à destruição — não a uma ruína imaginária, mas ao poder de algum ser real do mundo invisível, que possuía uma força tão assombrosa como eu jamais sentira em qualquer ser — exatamente nesse momento de grande alarme, vi um pilar de luz acima de minha cabeça, mais brilhante que o sol, que descia gradualmente sobre mim. Assim que apareceu, senti-me livre do inimigo que me sujeitava. Quando a luz pousou sobre mim, vi dois Personagens cujo esplendor e glória desafiam qualquer descrição, pairando no ar, acima de mim. Um deles falou-me, chamando-me pelo nome, e disse, apontando para o outro: Este é Meu Filho Amado. Ouve-O! Meu objetivo ao dirigir-me ao Senhor era saber qual de todas as seitas estava certa, a fim de saber a qual me unir. Portanto, tão logo me controlei o suficiente para poder falar, perguntei aos Personagens que estavam na luz acima de mim qual de todas as seitas estava certa (pois até aquele momento jamais me ocorrera que todas estivessem erradas) e a qual me unir. Foi-me respondido que não me unisse a qualquer delas, pois estavam todas erradas; e o Personagem que se dirigia a mim disse que todos os seus credos eram uma abominação a sua vista; que aqueles religiosos eram todos corruptos; que “eles se aproximam de mim com os lábios, mas seu coração está longe de mim; ensinam como doutrina os mandamentos de homens, tendo aparência de religiosidade, mas negam o seu poder.” Novamente me proibiu de unir-me a qualquer delas; e muitas outras coisas disse-me, as quais não posso, no momento, escrever. Quando tornei a voltar a mim, estava deitado de costas, olhando para o céu. Quando a luz se retirou, eu estava sem forças; mas tendo logo me recuperado em parte, fui para casa. Ao apoiar-me na lareira, minha mãe perguntou-me o que se passava. Respondi: “Não se preocupe, tudo está bem — eu estou bem.” Então disse a ela: “Aprendi por mim mesmo que o presbiterianismo não é verdadeiro.” Parece que o adversário sabia, nos primeiros anos de minha vida, que eu estava destinado a ser um perturbador e um importunador de seu reino; senão, por que os poderes das trevas se uniriam contra mim? Por que a oposição e a perseguição que se levantaram contra mim, quase em minha infância?"
Logo após foi dito a Joseph Smith que no devido tempo, seria restaurada na terra, por seu intermédio, a verdadeira Igreja de Jesus Cristo, que como parte da restauração, ocorreria a tradução das Placas de Ouro contendo O Livro de Mórmon. Esse acontecimento foi o que deu fim ao período de Grande Apostasia, que de acordo com as Obras Padrão, foi um período de trevas espirituais onde ocorreu um afastamento da verdade. Pessoas, a Igreja, ou nações inteiras podem cair em apostasia, isto é, afastar-se da verdade. Muitas escrituras na própria Bíblia profetizaram sobre este período e a necessidade de uma Restauração do Evangelho. Algumas dessas escrituras são:
- Mateus 24:24
- Atos 20:29
- 2 Tessalonicenses 2:3
- 2 Timóteo 3:2-5

## Versão de 1842
Aos 14 anos de idade, Joseph retirou-se a um local isolado em um bosque para perguntar a Deus se houvesse uma igreja verdadeira na Terra. Dois seres gloriosos, exatamente idênticos, apareceram a ele. Eles disseram a Joseph que nenhuma igreja era reconhecida por Deus como "Sua Igreja e Seu Reino". Ele recebeu uma promessa dos dois seres de que no futuro lhe seria revelada a plenitude do evangelho.